# Giải bóng đá U-21 Quốc tế Báo Thanh Niên 2017
Giải bóng đá U21 Quốc tế báo Thanh niên 2017 (tên tiếng Anh: International U21 Football Tournament - Vietnam Youth Newspaper 2017) là giải bóng đá giao hữu quốc tế thường niên lần thứ 11 của giải giải bóng đá U21 Quốc tế báo Thanh niên, do báo Thanh Niên kết hợp với Liên đoàn Bóng đá Việt Nam (VFF) tổ chức, diễn ra từ ngày 12 tháng 12 đến ngày 22 tháng 12 năm 2017.
Đương kim vô địch của giải đấu là U21 Yokohama.

## Địa điểm thi đấu
Tất cả các trận đấu đều diễn ra trên Sân vận động Cần Thơ tại Thành phố Cần Thơ, Việt Nam.
| Cần Thơ                          |
| -------------------------------- |
| Sân vận động Cần Thơ             |
| Sức chứa: 60,000                 |
| Tập tin:Sân vận động Cần Thơ.png |

## Thành phần tham dự
Có 5 đội tham dự bao gồm:
| Số thứ tự | Đội bóng                    | Liên đoàn | Huấn luyện viên     | Đội trưởng        |
| --------- | --------------------------- | --------- | ------------------- | ----------------- |
| 1         | U21 Báo Thanh niên Việt Nam | Việt Nam  | Trịnh Duy Quang     | Lê Văn Sơn        |
| 2         | U19 Việt Nam                | Việt Nam  | Trần Minh Chiến     | Thái Bá Sang      |
| 3         | U21 Myanmar                 | Myanmar   | Kyi Lwin            | Phone Thitsar Min |
| 4         | U21 Thái Lan                | Thái Lan  | Julian Marin Bazalo | Wisarut Imura     |
| 5         | U21 Yokohama                | Nhật Bản  | Ono Shingi          | Saito Kosuke      |

## Tiền thưởng
- Giải thưởng tập thể:
  - Đội vô địch: Cúp, huy chương, bảng danh vị và giải thưởng: 12.000USD
  - Đội thứ Nhì: bảng danh vị và giải thưởng: 7.000USD
  - Đội thứ Ba: bảng danh vị và giải thưởng: 5.000USD
  - Giải phong cách: Bảng danh vị và giải thưởng:	3.000USD
  - Tổ trọng tài xuất sắc: 500USD
- Giải thưởng cá nhân:	 
  - Cầu thủ ghi nhiều bàn thắng nhất: 500USD
  - Cầu thủ xuất sắc nhất: 500USD
  - Thủ môn xuất sắc nhất: 500USD
  - Cầu thủ xuất sắc từng trận: 100USD

Lưu ýNếu trường hợp có 2 cầu thủ trở lên ghi được số bàn thắng cao nhất bằng nhau, thì các cầu thủ đó đều được công nhận là cầu thủ ghi nhiều bàn thắng nhất và giải thưởng sẽ được chia đều cho các cầu thủ đó.

## Điều lệ giải đấu
Có 5 đội bóng tham dự năm 2017. Các đội bóng thi đấu vòng tròn một lượt để tính điểm xếp hạng. Hai đội đứng đầu bảng thi đấu trận chung kết để xác định đội vô địch. Trong khi đó, hai đội đứng thứ ba và thứ tư sẽ tranh giải ba. Các trận tranh hạng ba và tranh chức vô địch nếu sau thời gian 90 phút thi đấu chính mà kết quả hòa sẽ phải đá luân lưu 11m để xác định đội thắng cuộc.

## Trọng tài
- Trọng tài chính:
  -  Võ Minh Trí
  -  Hoàng Anh Tuấn
  -  Letchman Gopalakrishnan
  -  Dwipurba Adiwicaksono
- Trọng tài phụ
  -  Trần Thanh Liêm
  -  Trương Đức Chiến
  -  Teso Phonesooskin
  -  Son Chanphearith

## Vòng bảng
Tất cả thời gian là giờ địa phương tại nơi diễn ra trận đấu.

| VT | Đội          | ST | T | H | B | BT | BB | HS | Đ  | Giành quyền tham dự    |
| -- | ------------ | -- | - | - | - | -- | -- | -- | -- | ---------------------- |
| 1  | U21 Yokohama | 4  | 3 | 1 | 0 | 12 | 3  | +9 | 10 | Chung kết              |
| 2  | U21 Việt Nam | 4  | 2 | 1 | 1 | 8  | 4  | +4 | 7  | Chung kết              |
| 3  | U21 Myanmar  | 4  | 1 | 1 | 2 | 2  | 8  | −6 | 4  | Play-off tranh hạng ba |
| 4  | U21 Thái Lan | 4  | 1 | 1 | 2 | 4  | 6  | −2 | 4  | Play-off tranh hạng ba |
| 5  | U19 Việt Nam | 4  | 0 | 2 | 2 | 6  | 11 | −5 | 2  |                        |

| U21 Myanmar | 1–1              | U19 Việt Nam          |
| ----------- | ---------------- | --------------------- |
| Aee Soe 49' | Youtube Chi tiết | Nguyễn Khắc Khiêm 81' |

| U21 Báo Thanh niên | 0–1              | U21 Thái Lan         |
| ------------------ | ---------------- | -------------------- |
|                    | Youtube Chi tiết | Settawut Wongsai 43' |

| U21 Thái Lan            | 0–1              | U21 Myanmar        |
| ----------------------- | ---------------- | ------------------ |
| Chakhon Philakhlang 67' | Youtube Chi tiết | Hein Htet Aung 36' |

| U19 Việt Nam      | 1–3              | U21 Yokohama                                              |
| ----------------- | ---------------- | --------------------------------------------------------- |
| Trần Bảo Toàn 51' | Youtube Chi tiết | Saito Kosuke 28' · Yamamoto Ryotaro 45' · Abe Takashi 77' |

| U21 Yokohama           | 2–0              | U21 Thái Lan |
| ---------------------- | ---------------- | ------------ |
| Matsuoka Rimu 47', 55' | Youtube Chi tiết |              |

| U21 Báo Thanh niên                        | 2–0              | U21 Myanmar |
| ----------------------------------------- | ---------------- | ----------- |
| Phan Văn Đức 42' · Lê Văn Sơn 64' (ph.đ.) | Youtube Chi tiết |             |

| U21 Myanmar | 0–5              | U21 Yokohama                                                                                  |
| ----------- | ---------------- | --------------------------------------------------------------------------------------------- |
|             | Youtube Chi tiết | Hashimoto Kento 19' · Kamiyama Kyousuke 45+1' · Matsuoka Rimu 57', 60' · Yamamoto Ryotaro 79' |

| U19 Việt Nam               | 1–4              | U21 Báo Thanh niên                                                |
| -------------------------- | ---------------- | ----------------------------------------------------------------- |
| Nguyễn Trần Việt Cường 62' | Youtube Chi tiết | Trần Ngọc Sơn 4' · Triệu Việt Hưng 40' · Đinh Thanh Bình 61', 63' |

| U21 Thái Lan                                                                  | 3–3              | U19 Việt Nam                                                         |
| ----------------------------------------------------------------------------- | ---------------- | -------------------------------------------------------------------- |
| Sorawit Panthong 10' · Sirimongkhon Jitbanjong 32' · Rittidet Phensawat 90+3' | Youtube Chi tiết | Trương Tiến Anh 25' · Trần Bảo Toàn 28' · Nguyễn Trần Việt Cường 29' |

| U21 Yokohama                                   | 2–2              | U21 Báo Thanh niên                                             |
| ---------------------------------------------- | ---------------- | -------------------------------------------------------------- |
| Hashimoto Kento 24' · Saito Koki 90+3' (ph.đ.) | Youtube Chi tiết | Trần Ngọc Sơn 25' · Lê Văn Sơn 50' (ph.đ.) · Trần Ngọc Sơn 75' |

## Tranh hạng ba
| U21 Myanmar                                        | 4–2              | U21 Thái Lan                                 |
| -------------------------------------------------- | ---------------- | -------------------------------------------- |
| Shwe Ko 2' · Kyaw Myint Win 35', 84' · Aee Soe 86' | Youtube Chi tiết | Nattawut Suksum 22' · Rittidet Phensawat 36' |

## Trận chung kết
| U21 Yokohama                             | 2–0              | U21 Việt Nam |
| ---------------------------------------- | ---------------- | ------------ |
| Maejima Yota 17' · Kamiyama Kyousuke 49' | Youtube Chi tiết |              |

### Vô địch
| Vô địch Giải bóng đá U-21 Quốc tế báo Thanh niên 2017 U21 Yokohama Lần thứ 2 |

## Cầu thủ ghi bàn
Tính đến ngày 22 tháng 12 năm 2017
4 bàn
- Matsuoka Rimu (U21 Yokohama)

2 bàn
- Yamamoto Ryotaro (U21 Yokohama)
- Hashimoto Kento (U21 Yokohama)
- Kamiyama Kyousuke (U21 Yokohama)
- Đinh Thanh Bình (U21 Việt Nam)
- Trần Ngọc Sơn (U21 Việt Nam)
- Trần Bảo Toàn (U19 Việt Nam)
- Nguyễn Trần Việt Cường (U19 Việt Nam)
- Aee Soe (U21 Myanmar)
- Kyaw Myint Win (U21 Myanmar)
- Rittidet Phensawat (U21 Thái Lan)

1 bàn
- Nguyễn Khắc Khiêm (U19 Việt Nam)
- Trương Tiến Anh (U19 Việt Nam)
- Lê Văn Sơn (U21 Việt Nam)
- Triệu Việt Hưng (U21 Việt Nam)
- Phan Văn Đức (U21 Việt Nam)
- Lê Văn Sơn (U21 Việt Nam)
- Shwe Ko (U21 Myanmar)
- Hein Htet Aung (U21 Myanmar)
- Settawut Wongsai (U21 Thái Lan)
- Sorawit Panthong (U21 Thái Lan)
- Sirimongkhon Jitbanjong (U21 Thái Lan)
- Nattawut Suksum (U21 Thái Lan)
- Saito Kosuke (U21 Yokohama)
- Saito Koki (U21 Yokohama)
- Maejima Yota (U21 Yokohama)
- Abe Takashi (U21 Yokohama)

## Kết quả chung cuộc

### Giải thưởng
- Vô địch:  U21 Yokohama nhận 12.000 USD
- Hạng Nhì:  U21 Việt Nam nhận 7.000 USD
- Hạng Ba:  U21 Myanmar nhận 5000.USD
- Giải phong cách:  U19 Việt Nam nhận 3.000 USD.
- Cầu thủ xuất sắc nhất giải:  Saito Kosuke (U21 Yokohama)
- Cầu thủ xuất sắc nhất U21 Việt Nam:  Triệu Việt Hưng
- Thủ môn Xuất sắc nhắt:  Ichikawa Akinori (U21 Yokohama)
- Vua phá lưới:  Matsuoka Rimu (U21 Yokohama) với 4 bàn thắng.

### Xếp hạng tổng thể
| VT | Đội          | ST | T | H | B | BT | BB | HS  | Đ  | Giành quyền tham dự |
| -- | ------------ | -- | - | - | - | -- | -- | --- | -- | ------------------- |
| 1  | U21 Yokohama | 5  | 4 | 1 | 0 | 14 | 3  | +11 | 13 | Vô địch             |
| 2  | U21 Việt Nam | 5  | 2 | 1 | 2 | 8  | 6  | +2  | 7  | Á quân              |
| 3  | U21 Myanmar  | 5  | 2 | 1 | 2 | 6  | 10 | −4  | 7  | Hạng ba             |
| 4  | U21 Thái Lan | 5  | 1 | 1 | 3 | 6  | 10 | −4  | 4  |                     |
| 5  | U19 Việt Nam | 4  | 0 | 2 | 2 | 6  | 11 | −5  | 2  |                     |